# Krzysztof Brede
Krzysztof Jan Brede (ur. 8 lutego 1981 w Gdyni) – polski piłkarz i trener, od 2024 trener Podbeskidzia Bielsko-Biała.

## Kariera piłkarska
W trakcie swojej kariery zawodniczej grał w Lechii Gdańsk, Lechu Poznań, Arce Gdynia, Warmii Grajewo, Gryfie Wejherowo i Olimpii Grudziądz. Z wykształcenia jest kucharzem.

## Kariera trenerska
Po zakończeniu kariery piłkarskiej rozpoczął karierę trenerską, najpierw jako asystent w Lechii, a później Jagiellonii Białystok. Zadebiutował w Ekstraklasie w roli pierwszego trenera 12 grudnia 2016, prowadząc zespół Jagiellonii w wyjazdowym meczu z Arką (3:2) w zastępstwie zawieszonego Michała Probierza.
W 2017 został szkoleniowcem Chojniczanki Chojnice. Pod jego wodzą zespół ten zajął w sezonie 2017/18 trzecie miejsce w I lidze. Dzień po ostatnim meczu rozgrywek (wygrana 4:0 z Bytovią Bytów u siebie), 4 czerwca 2018 odszedł z klubu. Dwa tygodnie później został trenerem Podbeskidzia Bielsko-Biała, z którym w sezonie 2019/20 zajął drugie miejsce i wywalczył awans do Ekstraklasy. W grudniu 2020 został zwolniony z funkcji trenera. W latach 2022–2024 trenował Chojniczankę. 17 czerwca 2024 wrócił do trenowania Podbeskidzia.

## Życie prywatne
Ma żonę Natalię i córkę Aleksandrę.   

## Sukcesy

### Zawodnik
Lechia Gdańsk
- III liga polska w piłce nożnej (2004/2005), grupa II – zwycięstwo
- II liga polska w piłce nożnej (2007/2008) – zwycięstwo[15]

Olimpia Grudziądz
- III liga polska w piłce nożnej (2008/2009), grupa kujawsko-pomorsko-wielkopolska – zwycięstwo[16]

### Trener
Chojniczanka Chojnice
- I liga polska w piłce nożnej (2017/2018) – III miejsce[5]

Podbeskidzie Bielsko-Biała
- I liga polska w piłce nożnej (2019/2020) – II miejsce i awans do Ekstraklasy[11][12]